# Mylothris rembina
Mylothris rembina is een vlindersoort uit de familie van de Pieridae (witjes), onderfamilie Pierinae.
Mylothris rembina werd in 1880 beschreven door Plötz.